# Территория (сериал)
«Террито́рия» — российский мистический телесериал от компании Good Story Media с Глебом Калюжным, Андреем Мерзликиным, Асей Чистяковой и Ксенией Отиновой в главных ролях. Премьерный показ первого сезона начался 12 октября 2020 года на телеканале ТНТ и в онлайн-кинотеатре Premier, показ второго — 19 января 2023 года на Premier и 5 августа 2024 года на телеканале ТНТ4. Заключительная серия вышла 2 марта 2023 года в онлайн-кинотеатре Premier.

## Сюжет
У 19-летнего Егора Чудинова пропали родители: они отправились в этнографическую экспедицию по Пермскому краю и не вернулись. Вместе со своим дядей Николаем Егор отправляется на поиски. В путешествии к героям присоединяются студентки-филологи Надя и Таня. Всем вместе им предстоит познакомиться с коми-пермяцкой мифологией, продвигаясь вглубь территории, которая живёт по своим правилам и законам.

## Производство и релиз
«Территорию» создала компания Good Story Media. Для создания сериала творческая группа впервые на российском телевидении решила поработать с мифологией народов Урала: в основу сценария легла коми-пермяцкая демонология.
Съёмки проходили в Пермском крае, в районе Каменного города, Усьвинских столбов, Кунгурской ледяной пещеры. Премьерный показ сериала начался 12 октября 2020 года на телеканале ТНТ (версия 16+) и на видеоплатформе Premier (версия 18+). Последняя серия вышла 21 октября 2020 года, после этого на сервисе Premier появился фильм о сериале.
В сентябре 2021 года начались съёмки второго сезона, причём перед этим сменились режиссёр и сценарист: место Игоря Твердохлебова занял Динар Гарипов, место Анастасии Самойловой — Ирина Накарякова. Премьерный показ сезона начался 19 января 2023 года, а 23 февраля было объявлено о начале работы над сценарием третьего сезона.

## Актёры и персонажи
В главных ролях
| Актёр            | Роль                                                        |
| ---------------- | ----------------------------------------------------------- |
| Глеб Калюжный    | Егор Игоревич Чудинов сын Марины и Игоря, племянник Николая |
| Андрей Мерзликин | Николай Чудинов дядя Егора, врач-патологоанатом             |
| Ася Чистякова    | Надя студентка-филолог                                      |
| Ксения Отинова   | Таня студентка-филолог                                      |
| Алексей Розин    | Константин Мурзин участковый                                |
| Клава Коршунова  | Шура отшельница, жена Константина Мурзина                   |

Остальные
| Актёр              | Роль                                            |
| ------------------ | ----------------------------------------------- |
| Николай Шрайбер    | Семён Чигарков                                  |
| Сергей Колесов     | Пётр Иванович Пермяк колдун                     |
| Евгений Мундум     | Михаил Сергеевич Шестипалый староста Городищ    |
| Олег Ягодин        | Хорь                                            |
| Константин Итунин  | Калина                                          |
| Алексей Корсуков   | Вова Хромой                                     |
| Вера Чугайнова     | бабка Икотка                                    |
| Михаил Орлов       | водитель автобуса                               |
| Кирилл Лепихин     | лопоухий                                        |
| Елена Стражникова  | продавщица                                      |
| Ёла Санько         | марийская колдунья                              |
| Михаил Чуднов      | Михалыч фельдшер                                |
| Виктор Сосновцев   | старик                                          |
| Александр Федосеев | старик в 40 лет                                 |
| Анна Синякина      | Марина Валерьевна Чудинова мама Егора, этнограф |
| Владимир Селезнёв  | Игорь Андреевич Чудинов папа Егора, этнограф    |

## Список сезонов
| Сезон | Сезон | Серии | Период трансляции        |
| ----- | ----- | ----- | ------------------------ |
|       | 1     | 7     | 12 — 21 октября 2020     |
|       | 2     | 8     | 19 января — 2 марта 2023 |

Первый сезон
| № серии | Премьера        | Описание серии |
| ------- | --------------- | --- |
| 1       | 12 октября 2020 | Егор отправляется вместе со своим дядей, патологоанатомом Николаем, в окрестности городка Кудымкар, где 5 дней назад пропали во время экспедиции его родители-этнографы. В пути они встречают двух студенток, Надю и Таню, увлеченных мифологией и собирающих местный фольклор, и дальше едут вместе. Егору это не нравится, так как он не хочет отвлекаться от поиска родителей. Участковый Константин явно не хочет искать пропавших и советует гостям отправляться домой, но потом всё же вспоминает, что в селе Городище видели свежую стоянку и людей, похожих на учёных. |
| 2       | 13 октября 2020 | Николай осматривает обуглившийся труп старой ведьмы Натальи Коровиной и говорит, что тело могло так сгореть только в крематории. Участковый не намерен слушать заключения приезжего патологоанатома: он записывает свою версию о неаккуратном обращении с керосиновой лампой. Николай и Егор едут в найденном в лесу джипе в Городище, там находят место, где совсем недавно стояла палатка. Староста Городища Михаил Шестипалый узнаёт по фото родителей Егора и рассказывает, что с ними был бородатый мужчина, похожий на проводника. Он размещает гостей в доме, который принадлежит лежачей бабке. Ночью Николай видит в окно, что к дому приближаются мужчины с факелами: это местные, которые хотят расправиться с приезжими, так как считают Таню ведьмой. |
| 3       | 14 октября 2020 | Героев спасает от расправы вовремя подоспевший участковый. Егор находит в сарае ведьму Шуру, прикованную цепями к столбу. Он понимает, что нужно скорее уходить, пока местные не пришли и не подожгли избу. Герои встречают двух геологов, которые предлагают проводить их короткой дорогой к знахарю, но оказываются разбойниками. |
| 4       | 15 октября 2020 | Мурзин и Шестипалый помогают главным героям справиться с разбойниками. Таня, одержимая икоткой (демоном, который вселяется в людей и высасывает из них кровь), убегает в лес. Местные объясняют героям, что в глубине тайги живёт медвежий шаман, который не любит непрошеных гостей. Егор, разбирая вещи в палатке, находит навигатор с картами, принадлежавший его матери. Он выясняет, что навигатор подкинул бородатый мужчина со шрамом на лице. Утром Егор отправляется искать Таню, заходит глубоко в лес и проваливается в болото. Таня оказывается рядом и спасает его, но Егор впадает в кому. Его посещают видения о том, как бородатый человек уводит его родителей в тайгу.                                                                           |
| 5       | 19 октября 2020 | Местные жители ловят Шуру и собираются её казнить. Мурзин и участковый врач объясняют, что все проклятия и беды от бородатого мужчины, появившегося в деревне неделю назад. Таня добирается до ведьмы. Та проводит обряд изгнания икотки, но не обнаруживает нечисти: становится ясно, что икотка перешла в Егора. Таня ведёт Егора к ведьме, та в бесноватом состоянии не узнаёт Таню, но видит в Егоре Пама, чудского жреца, и просит отпустить её, так как она зажилась и хочет умереть. Николай и Надя идут в кино, затем вся компания, кроме Егора и Тани, выпивает и ведёт задушевные разговоры, но застолье прерывается новостью о смерти ведьмы. Егор и Таня угоняют мотоцикл Николая и уезжают в ночь.                                                    |
| 6       | 20 октября 2020 | Николай, Надя и Мурзин отправляются вслед за Егором и Таней. Те всё дальше уезжают на север, а у Егора всё чаще случаются приступы. |
| 7       | 21 октября 2020 | |

Второй сезон
| № серии | Премьера        | Описание серии |
| ------- | --------------- | --- |
| 1 (8)   | 19 января 2023  | Егор, Таня, Надя и Мурзин оказываются между мирами мёртвых и живых. Они не помнят, что с ними произошло. Герои встречают мёртвую колдунью, которая рассказывает им, где они находятся и как оттуда выбраться. Глава райцентра Костырева поручает Вове Хромому, заместителю Мурзина, расследовать исчезновение участкового.                                                                   |
| 2 (9)   | 19 января 2023  | Герои знакомятся с умершим Костыревым, способным возвращаться в мир живых по зову любящей жены. Тем временем Шаман следует своему коварному плану и хочет вернуть Егора к жизни. Ему хватает могущества переходить в мир мёртвых, поэтому он преследует героев и пытается навязать им свои условия. Костырева находит молодого колдуна Васю и просит помочь ей в борьбе с пьянством местных. |
| 3 (10)  | 26 января 2023  | Вова Хромой подозревает Шамана в смерти Мурзина и пытается вывести его на чистую воду. Тем временем Мурзину удаётся придумать план, как выбраться из мира мёртвых: помочь героям должен ослабший человек. |
| 4 (11)  | 2 февраля 2023  | Пермяк приходит к Шуре, чтобы объединиться с ней против Шамана, и узнаёт, что мать Егора еще жива. Таня пытается помочь Паму стать сильнее. Вова Хромой просит колдуна Васю посодействовать в борьбе с Шаманом. |
| 5 (12)  | 9 февраля 2023  | Егор хочет узнать правду об отце и решает действовать в одиночку, из-за чего на него обижается Таня. Вова Хромой и Вася по просьбе Шуры отправляются на поиски чудского клада. В деревню из города приезжает дочь Костыревой Лара. |
| 6 (13)  | 16 февраля 2023 | Лара подозревает, что её мать не в себе из-за влияния Шамана. Егор всё лучше понимает свою силу, ему удаётся узнать о предательстве. Шура соглашается помочь Шаману. |
| 7 (14)  | 23 февраля 2023 | Пермяк помогает Вове Хромому узнать больше о его прошлом. Позже Вову отправляют под следствие, подозревая его в убийстве Мурзина. Шаман предлагает Васе сделку и снова приходит к Егору с предложением. |
| 8 (15)  | 2 марта 2023    | Становится очевидным, что Костырева находится под влиянием Шамана и действует в его интересах. Лара просит колдуна Васю помочь ей. Пермяк собирается в пещеру, чтобы сжечь тела. |

## Восприятие
По данным компании Mediascope, проект успешно стартовал в телеэфире. Первая серия стала лидером по просмотрам в России, собрав долю в 16,8 % по целевой аудитории ТНТ 14-44, оставив позади канал СТС (12,5 %), Первый канал (6,7 %), «Пятницу!» (6,5 %) и «Россию-1» (5,5 %).
Мнения рецензентов были неоднозначными. Плюсами «Территории» критики называют непредсказуемость сюжета, новый взгляд на российскую глубинку, бережный перенос на экран традиционной культуры Пермского края. При этом М. Лащева с «Медузы» считает, что авторы сериала не слишком удачно адаптировали материал уральского фольклора. Рецензент «Афиши» упрекнул создателей «Территории» за неоригинальность и написал, что «будучи лишенным характерной атмосферы и налаженной интриги, сериал из фолк-хоррора вырождается в механический детектив-процедурал».
Во втором сезоне, по мнению обозревателя «Тиньков-журнала», одна из основных линий, связанная с Костыревой, «получилась жутко абсурдной», а сюжет в целом получил уклон в сторону мелодрамы и слишком замедлился. Рецензент «Комсомольской правды», напротив, счёл первый сезон «очень милым, но шероховатым», а второй — «более сочной, а главное, абсолютно цельной историей с четким сюжетом…, полноценной вселенной, захватывающей с головой».